# Henry L. Pierce

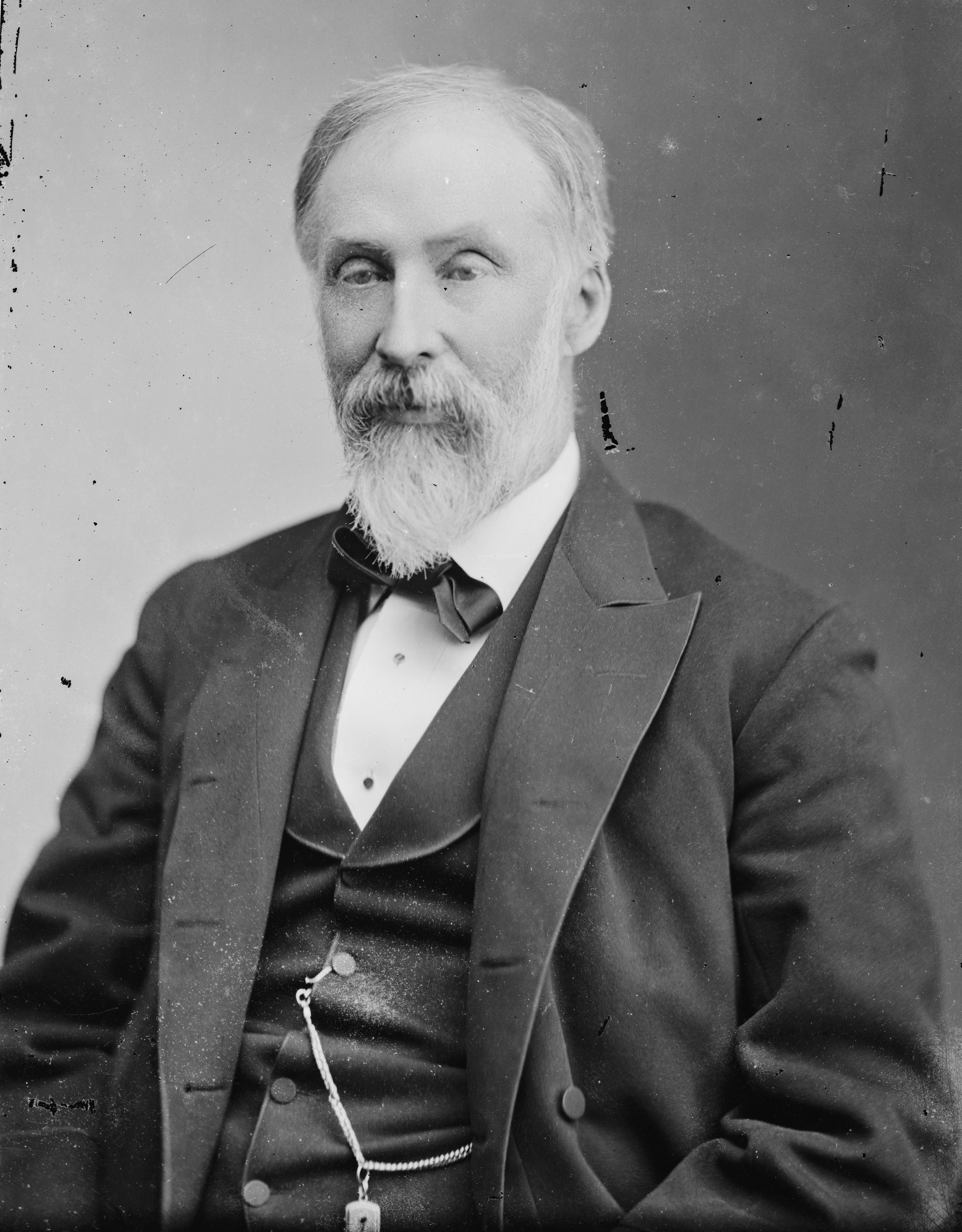
Henry L. Pierce

Henry Lillie Pierce (* 23. August 1825 in Stoughton, Norfolk County, Massachusetts; † 17. Dezember 1896 in Boston, Massachusetts) war ein US-amerikanischer Politiker. Zwischen 1873 und 1877 vertrat er den Bundesstaat  Massachusetts im US-Repräsentantenhaus.

## Leben
Henry Pierce besuchte nach einer guten Grundschulausbildung die State Normal School in  Bridgewater. Danach arbeitete er im Handwerk. Gleichzeitig schlug er als Mitglied der Republikanischen Partei eine politische Laufbahn ein. Zwischen 1860 und 1862 sowie nochmals im Jahr 1866 war er Abgeordneter im Repräsentantenhaus von Massachusetts. In den Jahren 1870 und 1871 gehörte er dem Stadtrat von Boston an; 1873 war er Bürgermeister dieser Stadt.
Nach dem Tod des Abgeordneten William Whiting wurde Pierce bei der fälligen Nachwahl für den dritten Sitz von Massachusetts als dessen Nachfolger in das US-Repräsentantenhaus in Washington, D.C. gewählt, wo er am 1. Dezember 1873 sein neues Mandat antrat. Nach einer Wiederwahl konnte er bis zum 3. März 1877 im Kongress verbleiben. Im Jahr 1876 verzichtete er auf eine weitere Kandidatur. Nach dem Ende seiner Zeit im US-Repräsentantenhaus war Henry Pierce im Jahr 1878 als Nachfolger von Frederick O. Prince noch einmal Bürgermeister von Boston. Er starb dort am 17. Dezember 1896.